# Mistrovství světa v ledním hokeji 2028
Mistrovství světa v ledním hokeji 2028 bude 91. mistrovství v ledním hokeji, které se bude konat od 12. do 28. května 2028. O pořádání turnaje se původně ucházela Francie, Kazachstán a Norsko, nicméně po odstoupení posledních dvou zbyla pouze francouzská kandidatura. Pořadatelství jí bylo uděleno na výročním kongresu Mezinárodní federací ledního hokeje (IIHF) konaném 24. května 2024 v Praze během tamního šampionátu.

## Výběr pořadatelské země
O možnost hostit světový šampionát v roce 2028 vyjádřila zájem Francie a Kazachstán. Zájem mělo i Norsko, ale nakonec svoji kandidaturu z nedostatku finančních prostředků stáhlo.

### Francie
Francouzský hokejový svaz vyjádřil zájem o pořádání turnaje v září 2023 a za hostitelská města navrhl Paříž a Lyon. Původně se uvažovalo o variantě spolupořádat mistrovství s Velkou Británií, avšak od této varianty se upustilo. Francie naposledy hostila mistrovství v roce 2017, kdy ho spolupořádala s Německem. Předtím uspořádala šampionáty rovněž v letech 1930 a 1951.

### Kazachstán
Kazachstán se ucházel o pořádání mistrovství světa již pro rok 2027, ovšem se svou nabídkou neuspěl, a proto se rozhodl kandidovat znovu. Za dějiště šampionátu navrhoval města Astana a Almaty. Země dosud mistrovství světa v ledním hokeji nepořádala.
Nakonec však svou kandidaturu krátce před výběrem pořadatelské země stáhl.

## Stadiony
| Paříž                        | Paříž Lyon · | Lyon                        |
| Accor Arena Kapacita: 15 000 | Paříž Lyon · | LDLC Arena Kapacita: 12 500 |
|                              | Paříž Lyon · |                             |

## Kvalifikované týmy
- Francie (pořadatel)